# Mỹ Tho
Mỹ Tho è una città vietnamita, capitale della provincia di Tien Giang, situata nella regione del delta del Mekong, nel sud del Paese. Il comune conta 168.000 abitanti (2004), di cui 110.000 nel centro della città.